# 6884 Takeshisato
6884 Takeshisato è un asteroide della fascia principale. Scoperto nel 1960, presenta un'orbita caratterizzata da un semiasse maggiore pari a 2,2772533 UA e da un'eccentricità di 0,1255206, inclinata di 1,96138° rispetto all'eclittica.